# Grozovye vorota
Grozovye vorota (en ruso cirílico: Грозовые ворота; comercializada en inglés como The Storm Gate) es una miniserie bélica rusa de 2006, basada en la novela de Alexander Tamonikov Rota ukhodit v nebo (después del estreno de la película se reimprimió varias veces bajo el título Grozovye vorota). Según el autor, todas las coincidencias de la trama con el curso de la batalla por la Cumbre 776 de 2000 son al azar, ya que la batalla tuvo lugar después de que la mayor parte de la novela fuese escrita. En 2007, fue nominado para el Premio Estatal de la Federación de Rusia.

## Reparto
- Mijaíl Porechenkov - Valeri Egorov, mayor, comandante del grupo de reconocimiento de las fuerzas especiales del GRU, sirvió en las tropas aerotransportadas
- Viacheslav Razbegaev - Murad "Shah", un antiguo general de CRI, amigo de Egorov
- Anatoli Pashinin - Alexander Vladimirovich Doronin, Teniente Mayor, Comandante de la 5.ª Compañía del 74.º Regimiento de Fusileros Motorizados de la Fuerza Terrestre
- Andréi Krasko - Coronel Pavel Pavlovich Galkin
- Ivan Zhidkov - soldado Konstantin Vetrov, tirador

## Producción

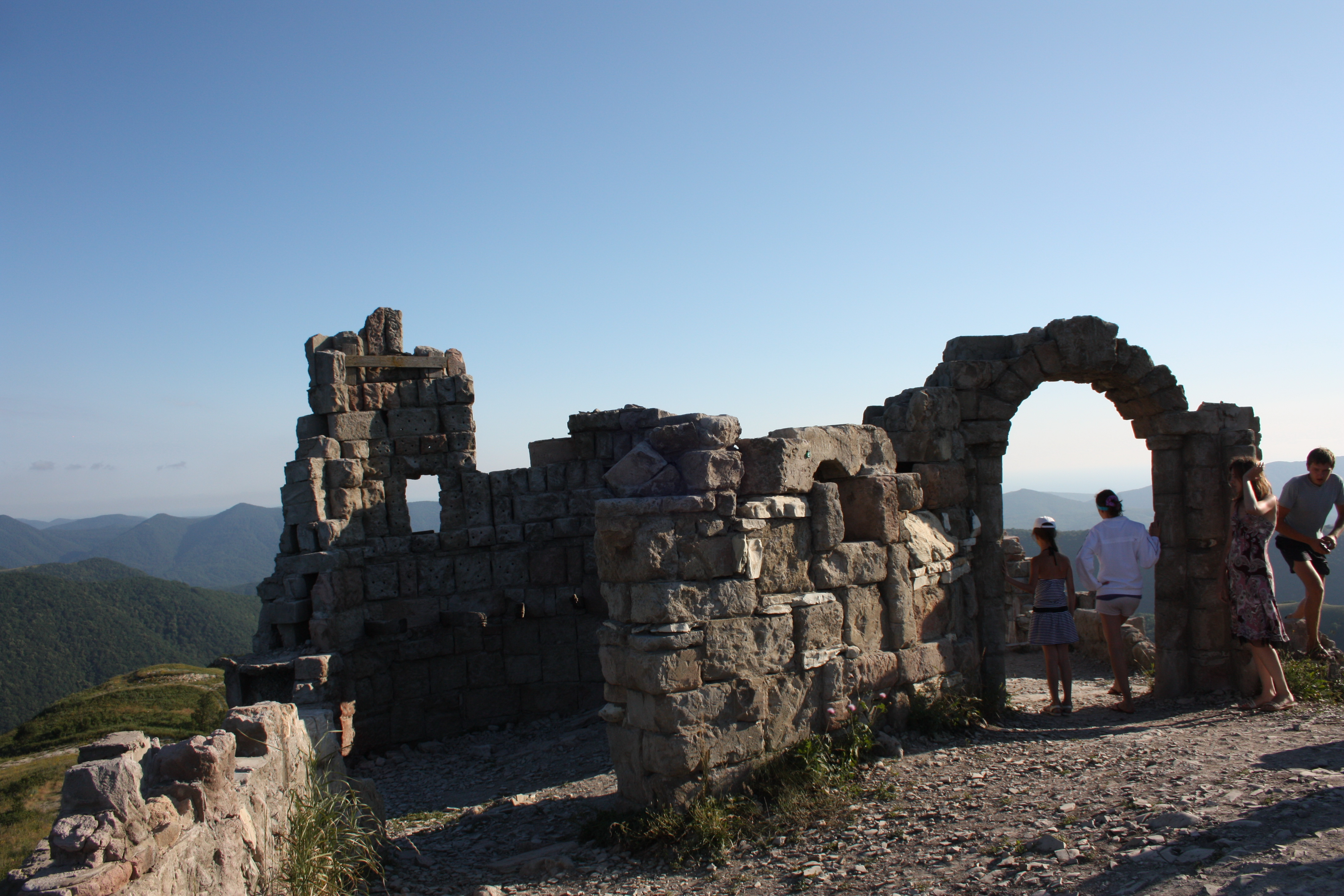
Murallas en Gelendzhik, tal como aparecen en la serie.

La película está ambientada en el Cáucaso y el rodaje tuvo lugar en el límite del raión de Abinsk y la ciudad turística de Gelendzhik, en el krai de Krasnodar. Un equipo de filmación trabajó en las laderas del sureste de la cresta de la montaña Abin Kotsehur en la zona del valle del río Zhane, Aderbievke, Praskoveevka, que es donde se sitúan los restos amurallados. Ahora este lugar se ha convertido en una atracción turística.
Las escenas restantes fueron filmadas en Pskov y en el centro de recreación "Krivsk" del Banco Central del Banco Central de la Región Pskov en Krivsk, Óblast de Pskov. En las escenas masivas participaron residentes de Pskov.